# Straßenlauf-Länderkampf der Männer 1955 Schweiz – BR Deutschland – Österreich
| 1. Leichtathletik-Länderkampf mit bundesdeutscher Beteiligung 1955      | 1. Leichtathletik-Länderkampf mit bundesdeutscher Beteiligung 1955 |               |
| ----------------------------------------------------------------------- | ------------------------------------------------------------------ | ------------- |
|                                                                         |                                                                    |               |
| Straßenlauf-Vergleich der Männer: Schweiz – BR Deutschland – Österreich |                                                                    |               |
| Austragungsort                                                          | St. Gallen                                                         |               |
| Wettbewerbe                                                             | 1                                                                  |               |
| Datum                                                                   | 30. Mai 1955                                                       |               |
| 1. CHE 2. FRG 3. AUT                                                    | 5:24:07 h 5:24:47 h 5:27:57 h                                      |               |
| Chronik                                                                 |                                                                    |               |
| ← letzter LK 1954: 00JPN-FRG (M)                                        | FRG-YUG (M) →                                                      | FRG-YUG (M) → |

Im ersten Vergleich des Länderkampfjahres 1955 stand ein Länderkampf im Straßenlauf gegen die Schweiz und Österreich auf dem Programm. Die Begegnung fand am 30. Mai in der Schweizer Stadt St. Gallen mit einem Rennen über dreißig Kilometer statt. Das Aufeinandertreffen hatte es in derselben Form bereits im Vorjahr gegeben, damals ausgetragen in Nördlingen. 1954 hatte es mit einem Sieg der bundesdeutschen Läufer vor denen aus der Schweiz und den drittplatzierten Österreichern geendet.

## Wettbewerbe und Modus
Auf dem Programm stand ein Straßenlauf über dreißig Kilometer. In die Wertung kamen die jeweils drei besten Läufer von vier Startern je Nation. Das Resultat ergab sich durch Addition der durch die gewerteten Athleten erzielten Zeiten.

## Ergebnis
Das Ergebnis war diesmal knapp. Die beiden besten bundesdeutschen Vertreter belegten zwar die Plätze eins und drei, das reichte am Ende jedoch nicht zum Sieg, denn der nächste bundesdeutsche Läufer war als Neunter zu weit zurück. Auch für Österreich war der zweite Rang ihres bestplatzierten Athleten zu wenig für ein gutes Gesamtergebnis, denn die nächsten Österreicher liefen erst als Siebte und Achte ein. So gewann die Schweiz am Ende mit vierzig Sekunden Vorsprung vor der Bundesrepublik Deutschland und kehrte damit das Resultat vom letzten Mal um. Ihre Läufer waren als Vierter, Fünfter und Sechster ins Ziel gekommen. Etwas mehr als drei Minuten hinter der Bundesrepublik belegte Österreich wie zuletzt den dritten Platz.

## Legende
Kurze Übersicht zur Bedeutung der Symbolik – so üblicherweise auch in sonstigen Veröffentlichungen verwendet:
| DNF | nicht im Ziel (did not finish) |

## Resultat

### 30-km-Straßenlauf
| Platz | Athlet            | Land | Zeit (h)  |
| ----- | ----------------- | ---- | --------- |
| 01    | Hans Vollbach     | FRG  | 1:43:26,0 |
| 02    | Adolf Gruber      | AUT  | 1:43:36,0 |
| 03    | Willi Holtmann    | FRG  | 1:44:39,0 |
| 04    | Hans Frischknecht | CHE  | 1:45:07,0 |
| 05    | Jules Zehnder     | CHE  | 1:49:00,0 |
| 06    | Hans Studer       | CHE  | 1:50:00,0 |
| 07    | Hubert Zeinar     | AUT  | 1:51:48,2 |
| 08    | Helmut Lechner    | AUT  | 1:52:33,6 |
| 09    | Hugo Lipper       | FRG  | 1:56:42,0 |
| 10    | Günter Leifhelm   | FRG  | 1:59:04,6 |
| DNF   | Ludwig Jahn       | AUT  |           |
| DNF   | Hans Schärer      | CHE  |           |